# Psydrax lamprophylla
Psydrax lamprophylla är en måreväxtart som först beskrevs av Ferdinand von Mueller, och fick sitt nu gällande namn av Diane Mary Bridson. Psydrax lamprophylla ingår i släktet Psydrax och familjen måreväxter.

## Underarter
Arten delas in i följande underarter:
- P. l. lamprophylla
- P. l. latissima